# Tomaž Tomšič
Tomaž Tomšič (* 17. August 1972 in Postojna) ist ein slowenischer Handballtrainer und ehemaliger Handballspieler, der zumeist als Kreisläufer eingesetzt wurde.
Der 1,91 m große und 103 kg schwere Rechtshänder begann mit dem Handballspiel beim RD Ribniča. Später wechselte er zum Spitzenklub RK Celje, mit dem er mehrfach slowenischer Meister und Pokalsieger wurde. In der EHF Champions League erreichte er von 1997 bis 2001 fünfmal in Folge das Halbfinale sowie 2001/02 das Viertelfinale. Im Europapokal der Pokalsieger 2002/03 scheiterte erneut im Halbfinale. Zur Saison 2003/04 ging er nach Frankreich zu US Ivry HB. Während der Saison 2004/05 kehrte er zu RD Ribniča zurück.
Mit der Slowenischen Nationalmannschaft gewann Tomaž Tomšič bei der Europameisterschaft 2004 im eigenen Land die Silbermedaille. Er nahm auch an den Olympischen Spielen 2000 und 2004 teil. Insgesamt bestritt Tomšič 200 Länderspiele, in denen er 414 Tore erzielte.
Nach seinem Karriereende wurde Tomšič zweimal Trainer seines Heimatvereins.